# Kurt Albrecht (peintre)
Pour les articles homonymes, voir Kurt Albrecht et Albrecht.
Kurt Albrecht, né en 1884 à Berlin, et mort en 1964, est un artiste-peintre allemand.

## Biographie
Kurt Albrecht est né en 1884 à Berlin. Il a exposé deux tableaux de paysages au Great Art Exhibition à Berlin en 1909 et 1910. Le contenu poétique de ces deux œuvres est souligné dans le premier cas par l'activité humaine : Dans le Port, et dans l'autre par le climat de saison : La Première neige. Il meurt en 1964,.